# 大仏寺 (新昌県)
大仏寺（だいぶつじ）は、中華人民共和国浙江省紹興市新昌県にある仏教寺院。

## 歴史
東晋の永和初年に高僧の曇光により創建された。当時は隠岳寺と称した。
南斉の永明4年（486年）、僧護は見仙髻岩の崖壁に仏光が現れたのを見て、そして誓願してその岩壁に弥勒仏の大像を彫りはじめたが、護の臨終の前には完成しなかった。僧淑は彫刻を続けているが、まだ完成することはなかった。梁の天監6年（507年）、梁の建安王蕭偉が僧祐を派遣して仏像彫刻などの工事を行わせ、天監15年（516年）に完成した。
唐代の会昌5年（845年）、瑞像閣を建立。唐の広明年間（880年 - 881年）の戦乱の火難で、寺は全焼した。
五代十国の後梁の開平元年（907年）に石城寺は火災によって建物をすべて焼失した。呉越の天宝2年（開平3年、909年）、銭鏐より再建資金8000万銭が賜与されたが、彌勒宝閣と殿宇300余間も銭鏐の治世に建立されている。銭鏐から「瑞像寺」の名を賜与された。
宋代の大中祥符元年（1008年）、「宝相寺」の名を賜った。
明代の洪武年間（1328年 - 1388年）、「石仏寺」と改称。永楽9年（1411年）、「毗盧閣」と改称。
清代の康熙年間（1662年 - 1722年）、「南明寺」と改称。咸豊年間（1831年 - 1861年）に寺は再度焼失する。光緒年間（1871年 - 1908年）は寺院を重修した。「大仏寺」と改称。
1983年、中華人民共和国国務院は仏寺を漢族地区仏教全国重点寺院に認定した。2006年、浙江省人民政府は仏寺を浙江省重点文物保護単位に認定した。2013年、中華人民共和国国務院は仏寺を全国重点文物保護単位に認定した。

## 伽藍
天王殿、西方殿、大雄宝殿（本堂）、大仏殿、地蔵殿、蔵経楼、隱鶴楼、千仏院、智者法塔

## 重要文化財
- 彌勒石像：「江南第一の大仏」と呼ばれる。大仏の台座は高さ2m、身長は13.74m、頭部は4.8m、耳の長さ2.8m、鼻の長さは1.48mで、両手手のひらを上にして膝の間に交差して置いており、手のひらには10人あまりが立つことができるという[2][3]｡
- 梁建安王造剡山石城寺石像碑

## 主な住僧
- 曇光（286年 - 396年）
- 于法蘭：晋代の高僧、千仏禅院の開山祖師
- 僧護：南斉年間の高僧
- 僧祐（445 - 718年）：後梁年間の高僧
- 元（玄）儼（675 - 741年）：隋唐の時の高僧
- 悟道法師：中華民国の時の住職
- 伝實法師：現在の住職